# 门敦 (密苏里州)
门敦是位于美国密苏里州沙里顿县西部的一个城市。在2020年人口普查中，该地区的人口为163人。

## 城市地理
门敦市位于美国11号密苏里州州道上沙里顿县的西部。黄溪流经城市西北侧，而在该市西部2英里（3.2）处是天鹅湖国家野生动物保护区。门敦市西北部有艾奇逊、托皮卡和圣塔菲铁路经过。

## 知名人物
- 维恩·肯尼迪（英语：Vern Kennedy）：已故美国职业棒球大联盟投手，现被安葬于老门敦公墓。[4]

### 脚注
1. 1 2  中文译名参考自中华民国国家教育研究院双语词汇、学术名词暨辞书资讯网。[1]

### 出典
1. ↑  . 双语词汇、学术名词暨辞书资讯网. 国家教育研究院.   [2022-07-01] （中文（繁體））.
2. ↑  . 美国普查局.   [2022-07-01]. （原始内容存档于2022-06-11） （英语）.
3. ↑  . 美国地质调查局.   [2022-07-01]. （原始内容存档于2021-11-05） （英语）.
4. ↑  Bill Lee. . McFarland. 2015. ISBN 9781476609300 （英语）.